# Drosophila colorata
Drosophila colorata este o specie de muște din genul Drosophila, familia Drosophilidae, descrisă de Walker în anul 1849. Conform Catalogue of Life specia Drosophila colorata nu are subspecii cunoscute.